# Massacre Records
Massacre Records è un'etichetta discografica fondata ad Abstatt, Germania. È specializzata in musica heavy metal.